# Коморово-Жулавське
Коморово-Жулавське (пол. Komorowo Żuławskie, нім. Kämmersdorf) — село в Польщі, у гміні Ельблонґ Ельблонзького повіту Вармінсько-Мазурського воєводства.
Населення — 252 особи (2011).
У 1975-1998 роках село належало до Ельблонзького воєводства.

## Демографія
Демографічна структура станом на 31 березня 2011 року:
|          | Загалом | Допрацездатний вік | Працездатний вік | Постпрацездатний вік |
| -------- | ------- | ------------------ | ---------------- | -------------------- |
| Чоловіки | 121     | 31                 | 81               | 9                    |
| Жінки    | 131     | 30                 | 79               | 22                   |
| Разом    | 252     | 61                 | 160              | 31                   |